# جعفر أباد (ديمكاران)
جعفر أباد (بالفارسية: جعفر آباد) هي قرية تقع في إيران في قسم دیمکاران الريفي. يقدر عدد سكانها بـ 374 نسمة بحسب إحصاء 2016.